# Житие Константина
Житие Константина (другие названия: Житие Константиново, Житие святого Константина, Житие Константина-Кирилла, Житие (святого) Кирилла, Легенда о Константине; лат. Vita Cyrilli, Vita Constantini-Cyrilli, Vita Constantini) — церковно-биографический текст о святом Константине (более известном как Кирилл Философ), написанный в IX веке на старославянском языке и сохранившийся в более поздних церковно-славянских списках.

## История создания
Предполагается, что «Житие Константина» могло быть написано одним или несколькими авторами. Ими, скорее всего, являлись или Климент Охридский, или несколько учеников Кирилла Философа, писавших под руководством святого Мефодия. Текст считается одним из фундаментальных источников по истории Центральной Европы второй половины IX века. Входит в состав так называемых  Моравско-паннонских легенд.
Вероятнее всего, изначально возник более краткий вариант текста жития, который был приурочен к церемонии похорон святого Кирилла Философа в Риме 21 февраля 869 года. На основе этой краткой версии примерно в 873—879 годах в Великоморавской школе был создан более полный текст. В него были добавлены выдержки из религиозных диспутов Кирилла с патриархом Иоанном о необходимости поклонения иконам, а также с последователями ислама и иудаизма о триединстве Бога.
Текст сохранился примерно в 60 полноценных рукописях XV—XVII (на церковно-славянском языке), ещё в нескольких десятках рукописей сохранились некоторые избранные части текста.

## Содержание
Текст жития содержит сведения о деятельности и личности Кирилла Философа. Подробнее всего рассказывается о его детстве, его путешествии к хазарам, а также в Рим и в Венецию, его деятельности на территории Великой Моравии и его смерти. В «Житии Константина» описываются также некоторые важные богословские диспуты. По сравнению с «Житием Мефодия» в данном тексте используются более сложные стилистические приёмы, более образный язык, содержатся элементы легенды.